# Andrew Charter
Andrew Lewis Charter (* 30. März 1987 in Wagga Wagga) ist ein australischer Hockeyspieler, der mit der australischen Hockeynationalmannschaft 2014 Weltmeister und 2018 Weltmeisterschaftsdritter war, 2021 erhielt er die olympische Silbermedaille.

## Sportliche Karriere
Der Torwart debütierte 2011 in der Nationalmannschaft. Er absolvierte bis zum 12. Juni 2024 243 Länderspiele. Charter ist bis 2024 der einzige australische Torhüter, der über 200 Länderspiele bestritt.
Bei der Weltmeisterschaft in Den Haag gewannen die Australier ihre Vorrundengruppe mit fünf Siegen in fünf Spielen. Nach einem 5:1-Halbfinalsieg über die argentinische Mannschaft bezwangen die Australier im Finale die niederländische Mannschaft mit 6:1. Charter wurde in allen sieben Partien eingesetzt, Tyler Lovell kam als zweiter Torwart fünfmal ins Spiel. Nur anderthalb Monate später fanden die Commonwealth Games 2014 in Glasgow statt. Im Finale trafen die Australier auf die indische Mannschaft, die Australier siegten mit 4:0. Bei den Olympischen Spielen 2016 in Rio de Janeiro erreichten die Australier das Viertelfinale, unterlagen dort aber der niederländischen Mannschaft. Nach den Platzierungsspielen belegten die Australier den sechsten Platz.
Im April 2018 waren die Australier Gastgeber der Commonwealth Games 2018, im Finale besiegten sie die neuseeländische Mannschaft mit 2:0. Andrew Charter und Tyler Lovell bekamen die gleiche Einsatzzeit, jeder spielte in jeder Partie eine Halbzeit. Ende 2018 fand im indischen Bhubaneswar die Weltmeisterschaft 2018 statt. Die australische Mannschaft unterlag den Niederländern im Halbfinale nach Penaltyschießen. Im Spiel um den dritten Platz bezwangen die Australier die englische Mannschaft mit 8:1. Charter und Lovell wechselten sich wieder in der Halbzeit ab. Bei den erst 2021 ausgetragenen Olympischen Spielen in Tokio gewannen die Australier ihre Vorrundengruppe und bestanden im Viertelfinale das Penaltyschießen gegen die Niederländer. Nach einem Halbfinalsieg über die deutsche Mannschaft unterlagen die Australier im Finale den Belgiern im Penaltyschießen. Charter konnte im Shootout nur einen Ball abwehren, während der Belgier Vincent Vanasch dreimal erfolgreich war.
Bei den Commonwealth Games 2022 in Birmingham besiegten die Australier im Finale die Inder mit 7:0. Bei der siebten Austragung eines Hockeyturniers im Rahmen der Commonwealth Games gewann die australische Mannschaft ihren siebten Titel. Zweiter Torwart hinter Charter war nun Johan Durst, der in vier der sechs Spiele mitwirkte, während Charter in allen Spielen dabei war. Im Januar 2023 wurde in Bhubaneswar die Weltmeisterschaft 2023 ausgetragen. Die Australier verloren das Halbfinale gegen Deutschland mit 3:4. Im Spiel um den dritten Platz siegten die Niederländer mit 3:1. Charter stand in allen sechs Spielen im Tor, Johan Durst wurde zweimal bei deutlicher Führung eingewechselt. Bei den Olympischen Spielen 2024 in Paris schieden die Australier im Viertelfinale gegen die Niederländer aus. Charter war einziger Torwart der Australier.